# ابزار آزمایشگاهی

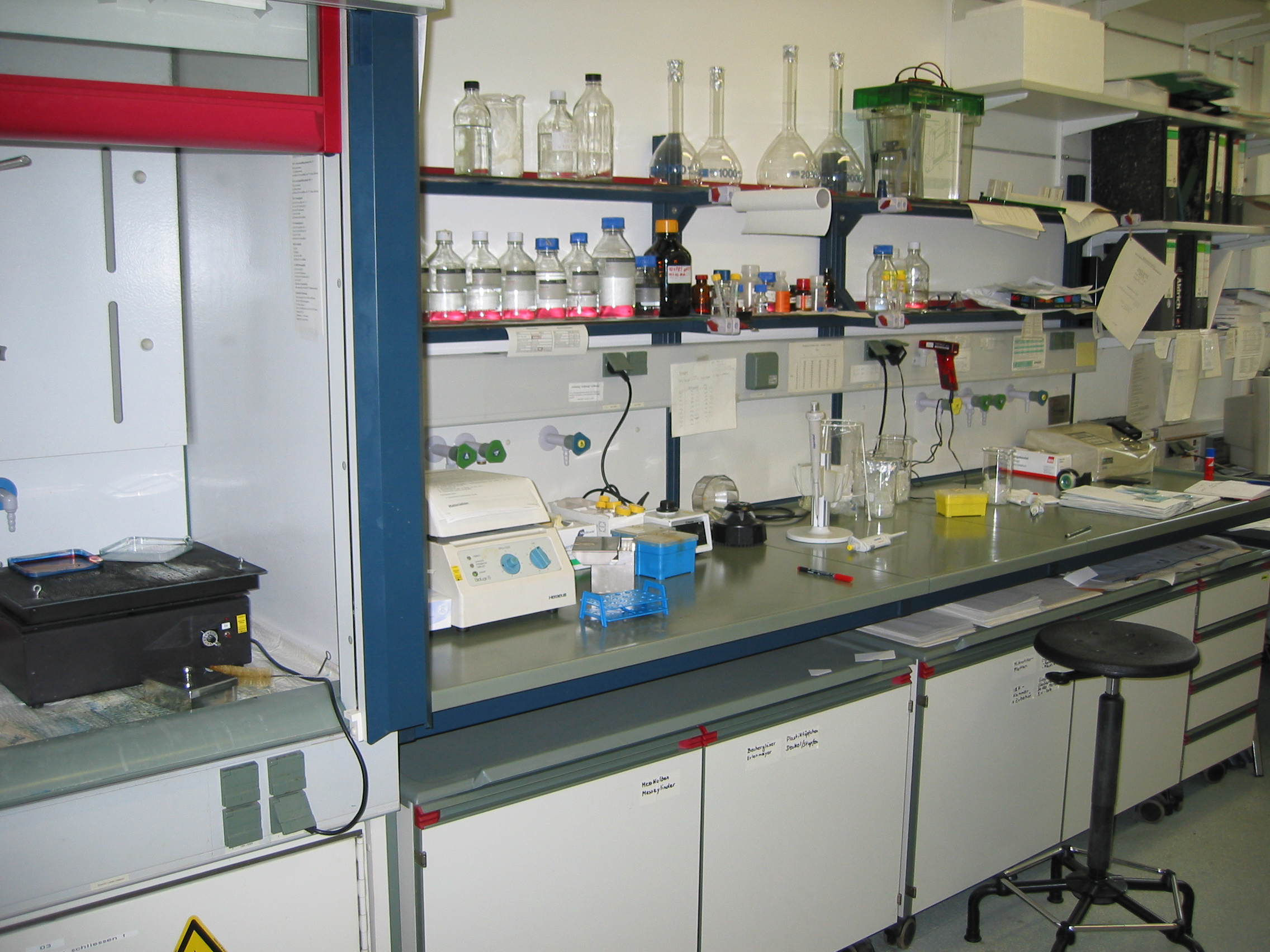
یک آزمایشگاه پیشرفته بیوشیمی

ابزار و لوازم آزمایشگاهی مجموعه‌ای از ابزارها و تجهیزات مختلف مورد استفاده توسط محققین و دانشمندان در یک آزمایشگاه است. این تجهیزات عبارتند از ابزارهایی از قبیل چراغ بنزن، میکروسکوپ و لوله آزمایش و تجهیزات خاص مانند طیف‌سنج نوری و کالریمتر. همچنین یکی دیگر از تجهیزات آزمایشگاهی متداول در آزمایشگاه‌ها ظروف شیشه‌ای مانند بشر، لوله آزمایش، ارلن و… می‌باشد.
پرسنل آزمایشگاه با کمک این وسایل به انجام آزمایش‌های مختلف می‌پردازند.

## آزمایشگاه پزشکی
ازجمله مهمترین آزمایشگاه‌ها آزمایشگاه‌های پزشکی هستند که در آنها با نمونه‌های انسانی سروکار دارند. در آزمایشگاه پزشکی بخش‌های مختلفی از جمله بخش بیوشیمی و بخش هماتولوژی و بخش میکروبیولوژی و بخش مولکولی وجود دارد. که در هر یک از آنها تست‌های مربوط به همان بخش انجام می‌شود

## بخش بیوشیمی
در بخش بیوشیمی تست‌هایی از قبیل بررسی میزان قند خون یا اوره خون انجام می‌شود. همچنین بررسی آنزیم‌ها از جمله آنزیم‌های کبدی یا قلبی در بخش بیوشیمی انجام می‌شود. آشنایی با تجهیزات آزمایشگاهی به خصوص تجهیزات بیوشیمی می‌تواند برای بسیاری از پرسنل آزمایشگاهی یا دانشجویان رشته آزمایشگاه مفید باشد.

## بخش هماتولوژی
یکی دیگر از بخش‌های مهم آزمایشگاه بخش خون‌شناسی یا هماتولوژی است که در این بخش تعداد سلول‌های خونی و نوع آن مورد بررسی قرار می‌گیرد .شمارش سلول‌های خونی می‌تواند در تشخیص انواع کم خونی‌ها و تالاسمی‌ها مفید باشد.

## بخش مولکولی
یکی از بخش‌های مهم و تحقیقاتی در آزمایشگاه بخش مولکولی است که در آن به بررسی ژنوم با استفاده از ابزارهای پیشرفته این همچون ترموساکلر می‌پردازند

## بخش سرولوژی
در بخش سرولوژی تست‌های مربوط به تشخیص عفونت‌های میکروبی و تست‌های مرتبط با سیستم ایمنی انجام می‌شود. از جمله آزمایش‌های قابل انجام در این بخش می‌توان به آزمایش رایت برای تشخیص تب مالت اشاره کرد.